# Spirorbis montagui
Spirorbis montagui är en ringmaskart som beskrevs av Fleming 1825. Spirorbis montagui ingår i släktet Spirorbis och familjen Serpulidae. Inga underarter finns listade i Catalogue of Life.